# Gafă
O gafă este o încălcare a normelor sociale acceptate (de exemplu, a regulilor de etichetă). Gafele variază foarte mult de la o cultură la alta. Un gest care se încadrează în bunele maniere într-o cultură poate fi considerat gafă într-o altă cultură.
Un termen sinonim este faux pas, care provine din limba franceză și înseamnă literal pas greșit.